# Agrate Brianza
Agrate Brianza is een gemeente in de Italiaanse provincie Monza e Brianza (regio Lombardije) en telt 13.770 inwoners (31-12-2004). De oppervlakte bedraagt 11,3 km2, de bevolkingsdichtheid is 1172 inwoners per km2.
De volgende frazioni maken deel uit van de gemeente: Omate.

## Demografie
Agrate Brianza telt ongeveer 5467 huishoudens. Het aantal inwoners steeg in de periode 1991-2001 met 6,2% volgens cijfers uit de tienjaarlijkse volkstellingen van ISTAT.
| Jaar | Inwoneraantal |
| ---- | ------------- |
| 1991 | 11.963        |
| 2001 | 12.708        |

## Geografie
De gemeente ligt op ongeveer 158 m boven zeeniveau.
Agrate Brianza grenst aan de volgende gemeenten: Vimercate, Monza, Concorezzo, Burago di Molgora, Cavenago di Brianza, Cambiago, Caponago, Brugherio, Carugate.

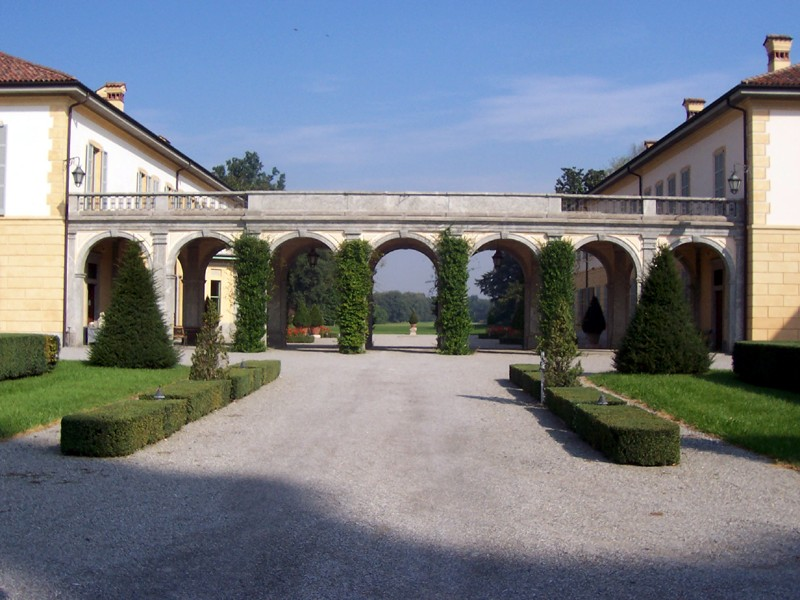
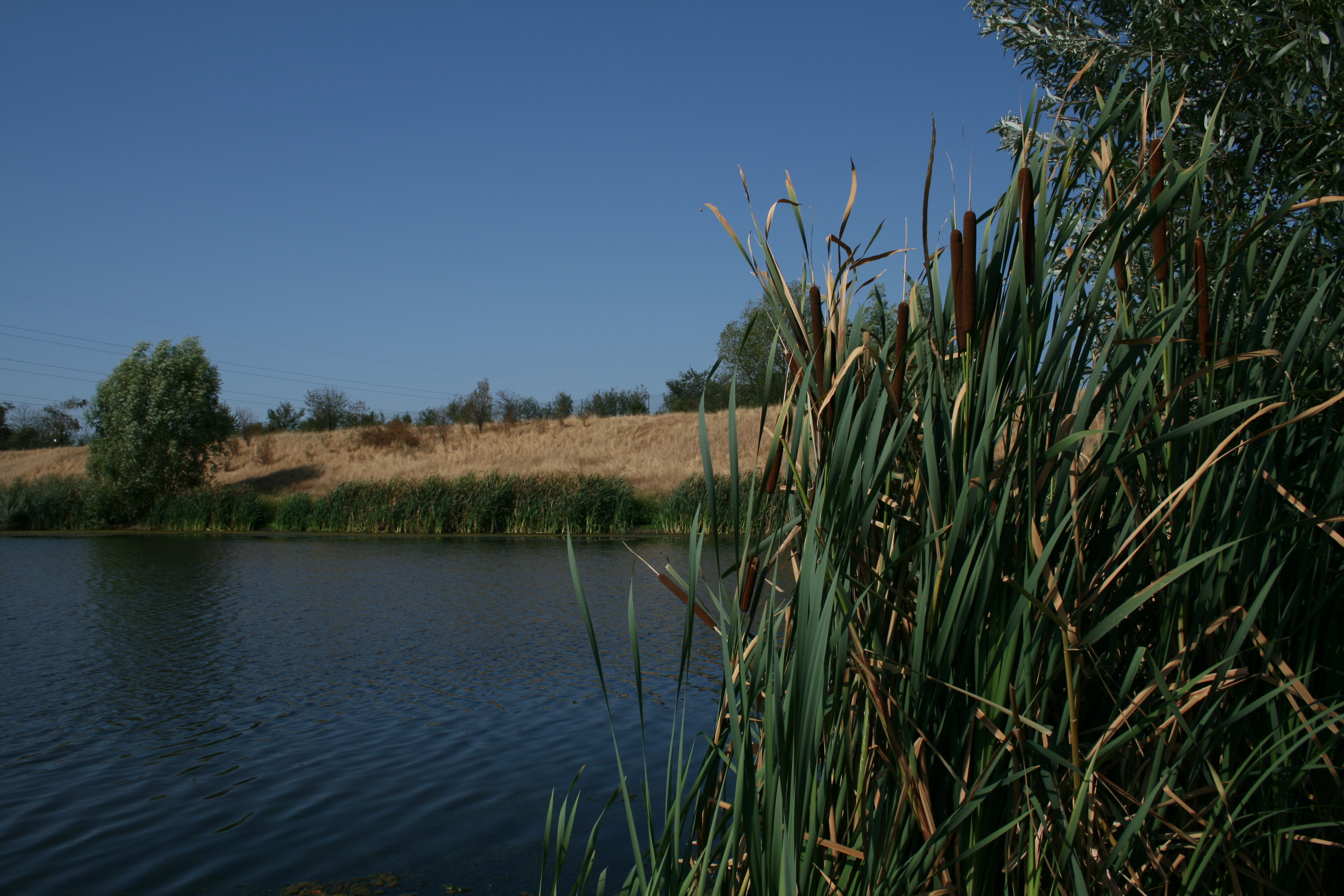